# Zapomenuté světlo
Zapomenuté světlo é um filme de drama tcheco de 1995 dirigido e escrito por Vladimír Michálek e Milena Jelínek. Foi selecionado como represente da República Tcheca à edição do Oscar 1996, organizada pela Academia de Artes e Ciências Cinematográficas.

## Elenco
- Bolek Polívka - Vicar Holý
- Veronika Zilková - Marjánka
- Petr Kavan - Francek
- Jirí Pecha - Klíma
- Antonín Kinský - Kinský
- Jirí Lábus - Vicar Kubista
- Richard Metznarowski